# Zejdź na ziemię
Zejdź na ziemię (Get Real) – brytyjski film obyczajowy w reżyserii Simona Shore'a z 1998 r.